# Hoštice u Volyně
Hoštice [ɦɔʃtɪt͡sɛ] (deutsch Hostitz) ist eine Gemeinde in Tschechien. Sie liegt vier Kilometer nordöstlich von Volyně in Südböhmen und gehört zum Okres Strakonice.

## Geographie

### Geographische Lage

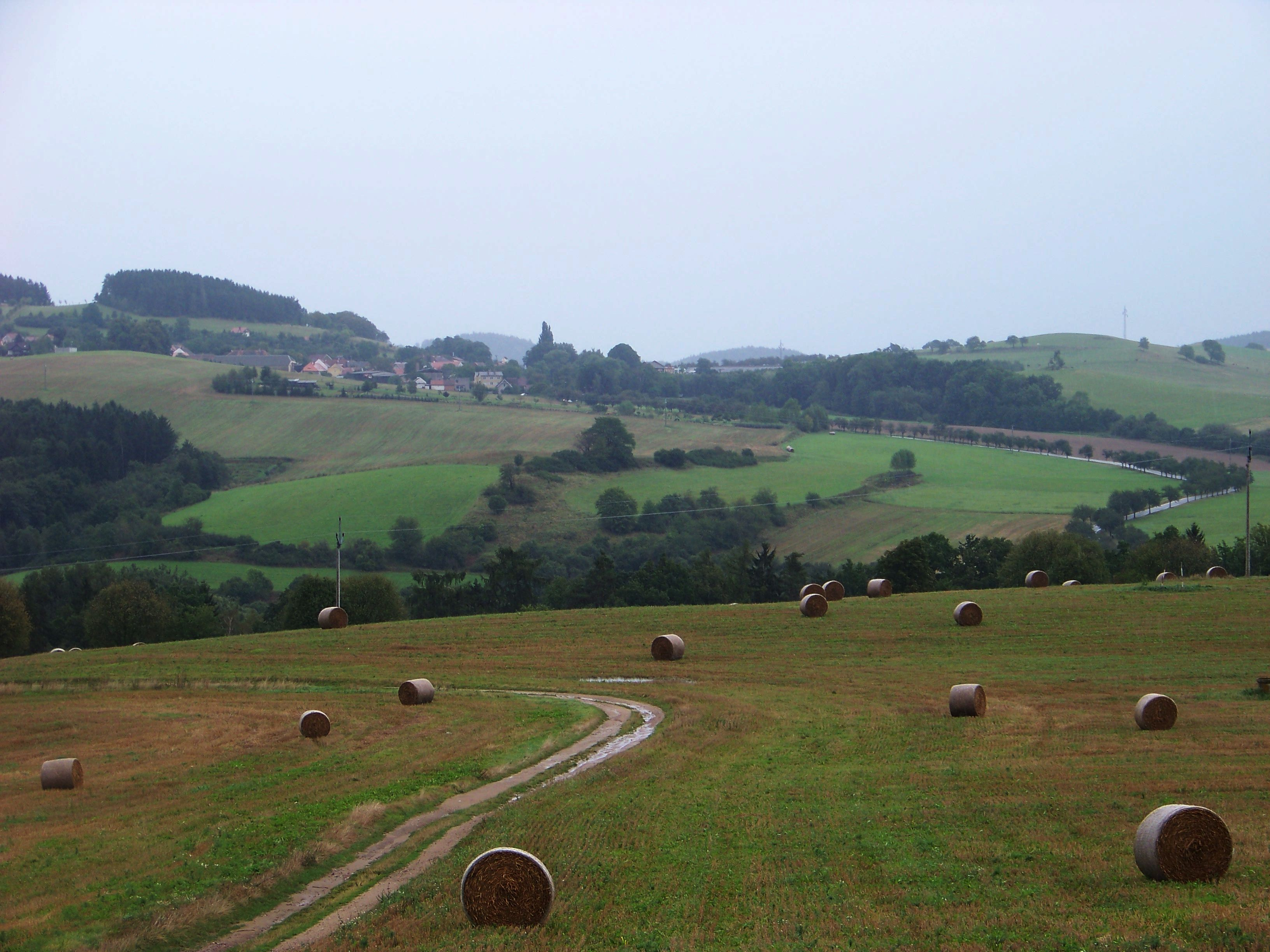
Blick auf Hoštice

Hoštice befindet sich rechtsseitig über dem Tal der Volyňka im Vorland des Böhmerwaldes. Nördlich erhebt sich der Kalný vrch (634 m), im Nordosten der Ostrý vrch (579 m), südöstlich der Ostrov (558 m), im Süden der Hájek (509 m), südwestlich der Ostrý vrch (581 m) und die Nedomina (544 m) sowie im Nordwesten der Dobrny (572 m) und die Hora (573 m). Westlich verläuft im Tal der Volyňka die Bahnstrecke Strakonice–Volary; die Bahnstation liegt anderthalb Kilometer südwestlich des Dorfes.

### Gemeindegliederung
Für die Gemeinde Hoštice sind keine Ortsteile ausgewiesen. Zu Hoštice gehören die Einschichten Pohodnice und Hamr.

### Nachbargemeinden
Nachbarorte sind Přední Zborovice, Radošovice und Kapsova Lhota im Norden, Svaryšov, Milíkovice und Jedraž im Nordosten, Kuřimany, Paračov und Kváskovice im Osten, Milejovice und Neuslužice im Südosten, Litochovice, Račí und Nišovice im Süden, Přechovice und Doubravice u Volyně im Südwesten, Pohodnice, Hamr, Konopice, Podhorský Mlýn, Nihošovice und Němětice im Westen sowie Strunkovice nad Volyňkou im Nordwesten.

## Geschichte
Die erste schriftliche Erwähnung von Hosticz erfolgte 1274 als Besitz des Držislav, Sohn des Wilhelm von Hosticz. Im Jahre 1315 erteilte Königin Elisabeth dem zum Woliner Lehnsgebiet gehörigen Dorf künische Privilegien. Später gehörte Hoštice zu den Burgherrschaften Hluboka bzw. Karlsberg. Im 16. Jahrhundert gehörte das Gut den Kotz von Dobrz, dann Wilhelm von Rosenberg. Letzterer verkaufte es 1593 an Ernst Vitanovský von Vlčkovice. Die Familie Vitanovský von Vlčkovice hielt den Besitz bis zum Ende des 17. Jahrhunderts. Danach erwarb Vladislav Chlumčanský von Přestavlk das Gut. Ihm folgte in der ersten Hälfte des 18. Jahrhunderts Anton Chlumčanský von Přestavlk. Nach dessen Tode erbte es sein Sohn Adalbert Chlumčanský, der es 1784 seinem Bruder, dem Prager Domherrn Wenzel Leopold Chlumčanský von Přestavlk verkaufte. Im Jahre 1788 wurde eine Schule eingerichtet. Bischof Wenzel Leopold Chlumčanský veräußerte das Gut Hostitz 1799 an Joachim Zadubský von Schönthal, der es 1810 an Joseph Hann verkaufte. Nachfolgende Besitzer waren ab 1814 Joseph Franz Dreyschock, ab 1815 Maria Antonia Lutz von Stahlenberg, ab 1817 Joseph Graf von Unwerth und ab 1822 Johann Schubert Edler von Schutterstein. Diesem folgte sein Sohn Heinrich Schubert von Schutterstein.
Im Jahre 1840 umfasste das Gut Hostitz eine Nutzfläche von 561 Joch 786,5 Quadratklafter. Zum Gut gehörte nur das gleichnamige Dorf. Das Dorf Hostitz bzw. Hoschtitz / Hostice bzw. Hosstice bestand aus 46 Häusern mit 351 überwiegend tschechischsprachigen Einwohnern. Darunter waren fünf Israelitenhäuser, in denen elf Familien lebten. In Hostitz bestanden unter dem Patronat des Religionsfonds die Lokalkirche Mariä Geburt, eine Lokalistenwohnung und eine Schule sowie ein obrigkeitliches Schloss mit der Amtskanzlei, ein obrigkeitlicher Meierhof, eine Schäferei, ein Brauhaus, ein Branntweinhaus, zwei Wirtshäuser und eine abseits gelegene Wasenmeisterei. Hostitz war Pfarrort für Jedrasch (Jedraž), Miliwitz, Milikowitz (Milíkovice), Strinkowitz und Sworischau (Svaryšov). Bis zur Mitte des 19. Jahrhunderts blieb Hostitz ein selbständiges Gut.
Nach der Aufhebung der Patrimonialherrschaften bildete Hoštice/Hostitz ab 1850 eine Gemeinde in der Bezirkshauptmannschaft Strakonice und dem Gerichtsbezirk Volyně. Zum Ende des 19. Jahrhunderts wurde der amtliche Ortsname Hostice verwendet. Die Freiwillige Feuerwehr gründete sich 1891.
Letzte private Besitzerin des Schlosses war Malwine von Schutterstein, die Ehefrau von Adolf Haid von Haidenburg, die 1940 verstarb. Am 10. Mai 2008 verstarb der Bürgermeister Luděk Bělohlav während einer Jagdhundeprüfung in Protivec bei Strunkovice nad Blanicí.

## Kultur und Sehenswürdigkeiten

### Bauwerke

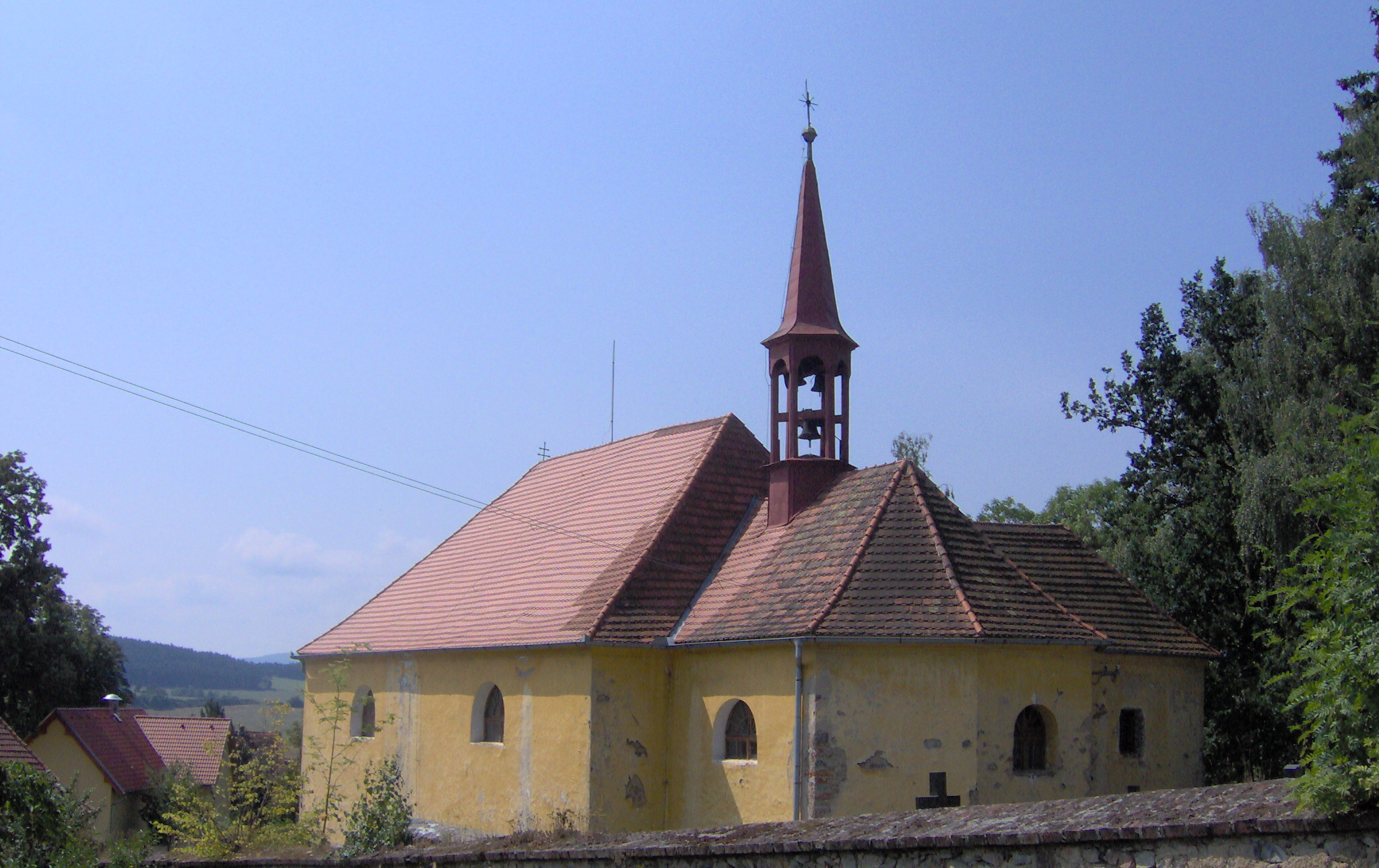
Kirche Mariä Geburt

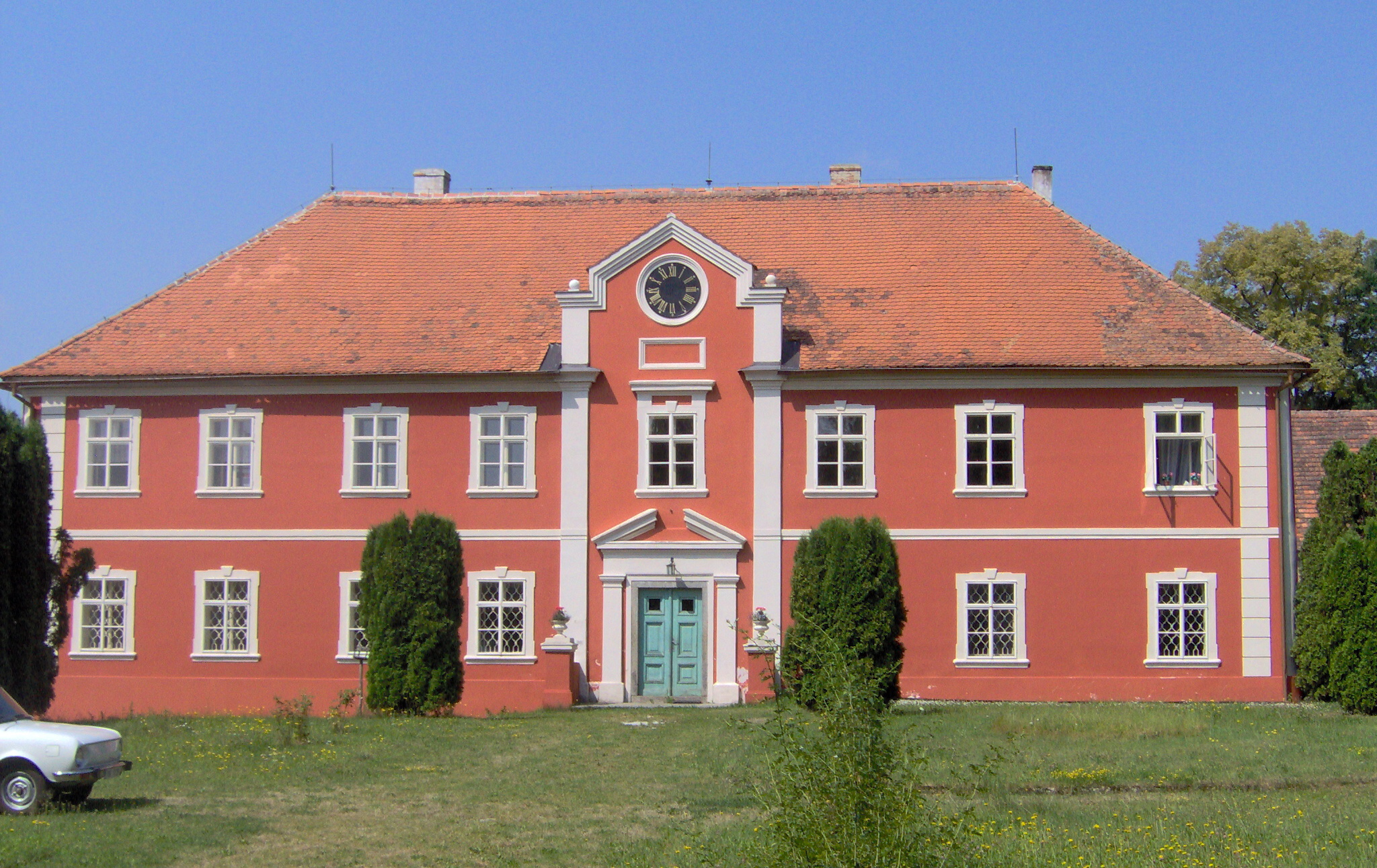
Schloss Hoštice

- Kirche Mariä Geburt, sie wurde 1593 unter Rudolph Kotz von Dobrz als Renaissancebau errichtet und mit einem eigenen Pfarrer besetzt. 1742 erfolgte ein barocker Umbau. Seit 1787 ist sie eine Lokalkirche. Eine Besonderheit stellt die Orientierung des Bauwerkes dar, die abweichend von den meisten Kirchenbauten nicht geostet ist.
- Friedhof an der Kirche mit Grabstätten der Familien Schutterstein und Haidenburg. Im südwestlichen Teil befindet sich an der Friedhofsmauer das Grab von Michal Tučný.
- Schloss Hoštice, der eingeschossige Bau wurde im 17. Jahrhundert im Renaissancestil für die Herren Vitanovský von Vlčkovice errichtet. Unter Anton Chlumčanský von Přestavlk erfolgte zwischen 1772 und 1777 eine barocke Umgestaltung. Seine heutige Gestalt erhielt es bei Umbauten in den Jahren 1870–1880 und in den 1940er Jahren.
- Barockes Pfarrhaus, erbaut 1790 bis 1797
- Jüdischer Friedhof, mit 30 zum Teil verwitterten Grabsteinen, 750 m nordwestlich des Dorfes am Waldrand unterhalb des Kalný vrch zwischen den Hügeln Dobrny und Hora
- Feuerwehrmuseum, eröffnet 2003

### Regelmäßige Veranstaltungen
Zum Gedenken an Michal Tučný findet in Hoštice jährlich das internationale Countryfestival Stodola Michala Tučného (Michal Tučný-Stadel) statt.

## Persönlichkeiten

### Söhne und Töchter der Gemeinde
- Wenzel Leopold Chlumčanský von Přestavlk (1749–1830), Bischof von Leitmeritz und Erzbischof von Prag

### In der Gemeinde lebten und wirkten
- Michal Tučný (1947–1995), der Countrysänger verbrachte seinen Lebensabend in Hoštice und wurde auf dem örtlichen Friedhof beigesetzt. Auf seinem Grab befindet sich ein 1998 vom Bildhauer Michal Gabriel geschaffener steinerner Hut.
- Zdeněk Troška (* 1953), der Filmregisseur stammt aus Hoštice, seine Filmtrilogie Slunce, seno… machte den Ort landesweit bekannt.